# Krytyka Lucasa
Krytyka Lucasa – praca ekonomisty amerykańskiego Roberta Lucasa z 1976, nazwana na jego cześć, dotycząca polityki gospodarczej w ujęciu makroekonomicznym. Autor twierdzi w niej, iż wszelkie próby predykcji oraz wnioski dotyczące gospodarki, wyciągane na podstawie badań ekonometrycznych przeprowadzanych wyłącznie z użyciem historycznych danych są nieefektywne. Nawet zaawansowane techniki agregacji danych nie dostarczą żądanych wyników.

## Lucas a sens badań ekonometrycznych
Okazało się, iż wszelkie decyzje polityczne podejmowane z użyciem wielorównaniowych, zagregowanych modeli ekonometrycznych, mogą powodować niezamierzone, bądź zupełnie przeciwne skutki. Dzieje się tak, gdyż parametry tych modeli nie są strukturalne, tzn. bezpośrednio zdeterminowane obecnymi decyzjami politycznymi. Kiedykolwiek zmienia się polityka, wówczas niejako zmieniają się także „zasady gry”. Stąd każda decyzja może przynieść każdy skutek i mimo wystąpienia silnej korelacji, rezultaty nie są pewne, ani nawet bardziej prawdopodobne. Zmienność parametrów modeli podaje w wątpliwość także aspekt budowania dużych modeli ekonometrycznych nawet w ujęciu dynamicznym.
Krytyka Lucasa determinuje zatem, że aby móc efektywnie przewidywać skutki decyzji tak zwanych politycznych eksperymentów, należy zbadać głębokie parametry, takie jak: preferencje konsumenckie, dostępne technologie bądź ograniczenia surowcowe, które to decydują o indywidualnym zachowaniu się podmiotów gospodarczych.
Wspomniana krytyka nie spowodowała jednak wyłącznie dezorientacji w naukach ekonometrycznych, lecz przede wszystkim zachęciła ekonomistów do tworzenia analiz mikroekonomicznych, na tyle szczegółowych, aby znaleźć bezpośrednie przełożenie na język makroekonomii. Jest to swoiste sprzeniewierzenie się zasadzie, iż gospodarka w skali makro ma swoje prawa odmienne od praw mikroekonomicznych. Las w ujęciu ekonomii nie jest bowiem sumą drzew. Wydawało się, że analizy mikroekonomiczne były zawsze bardzo potrzebne. Lucas przekonał ekonomistów, że mogą być kluczowe dla poznania ekonomicznych zachowań ludzkich. Opierając się na twierdzeniu Gödla, Lucas stara się argumentować, że systemy sztuczne nie mają własności poznawczych, gdyż nie są zdolne do dowodzenia zdań samozwrotnych.

## Krytyka Lucasa a krzywa Phillipsa
Aby unaocznić znaczenie krytyki Lucasa, należy przytoczyć kwestię krzywej Phillipsa. W świetle stwierdzenia Lucasa okazuje się, iż zależność pomiędzy bezrobociem a inflacją może się załamać jeśli banki centralne będą próbowały wykorzystać to narzędzie, bądź na nie w jakiś sposób wpłynąć. Nadzieja, iż permanentne zwiększenie inflacji mogłoby zmniejszyć stopę bezrobocia w dłuższym okresie, może zawyżyć przewidywania przedsiębiorców co do oczekiwanej stopy inflacji i wpłynąć na ich decyzje o zatrudnieniu.
Łatwiejszy przykład to fakt, iż Fort Knox jeszcze nigdy nie został obrabowany. Z tego faktu nie wynika jeszcze, iż spokojnie możemy usunąć strażników, gdyż bodźcem zniechęcającym do obrabowania są właśnie ci strażnicy.

## Literatura dodatkowa
Lucas, Robert: Econometric Policy Evaluation: A Critique, „Carnegie-Rochester Conference Series on Public Policy” 1: 19–46, 1976.